# Reig Jofre
Laboratorio Reig Jofre, S.A. es una compañía farmacéutica española fundada en Barcelona en 1929.
La empresa cotiza en la Bolsa española desde 2015, y posee cuatro plantas de producción en Europa: dos en Toledo, una en Barcelona y otra en Malmö (Suecia). Realiza venta directa a través de nueve filiales (España, Francia, Portugal, Bélgica, Suecia, Reino Unido, Polonia, República Checa y Singapur), y tiene presencia comercial en más de 70 países.

## Áreas de negocio
Reig Jofre estructura su actividad según tres áreas de negocio:
- Pharmaceutical Technologies: división especializada en inyectables estériles y liofilizados, así como antibióticos derivados de la penicilina.
- Specialty Pharmacare: dedicada principalmente a las áreas terapéuticas de dermatología y salud osteoarticular.
- Consumer Healthcare: productos dirigidos al consumidor bajo la marca Forté Pharma.

## Historia
Los orígenes de Reig Jofre se remontan a 1929, año en el que Ramon Reig Jofre se hace cargo de una botica familiar en el barrio de Gracia de Barcelona. Inicialmente, en la trastienda se elaboraban cremas, píldoras y productos de primera necesidad. Años más tarde se registraba el primer producto, con el nombre de Vincosedán, un tranquilizante del que llegaron a venderse 200 000 cajas al mes. De este modo, Vinco se convirtió en la marca comercial del laboratorio durante esa primera época.
En los años sesenta, la cartera se amplió con productos de dermatología y área respiratoria. Otros nichos en los que se introdujo la empresa fueron productos inyectables y antibióticos, con los que fue entrando en mercados de todo el mundo.
En los años setenta, la hija Isabel Reig López asumió la dirección técnica del laboratorio y su esposo, el químico Joan Maria Biosca, la dirección general. Biosca obtuvo financiación con la que pudo comprar otros laboratorios similares para aumentar la facturación, como Calfarma, Media y más tarde Ramón Sala, los productores del Lacteol. Por su parte, Isabel Reig impulsó el área de dermatología y creó una línea propia de productos que terminó siendo adquirida por Galderma —conglomerado francés propiedad de Nestlé y L'Oréal— a cambio de una cantidad millonaria.
En 1998 el grupo adquirió la planta de Sant Joan Despí (donde pasó a radicar su nueva sede) a la farmacéutica alemana Boehringer Ingelheim, y se unificó en un solo edificio todos los laboratorios. En 2000 compró la fábrica de antibióticos de GlaxoSmithKline ubicada en Toledo.
En 2006, debido al fallecimiento de Biosca, su hijo Ignasi (tercera generación de la familia y formado en telecomunicaciones) fue nombrado consejero delegado. En febrero de 2015, tras la fusión con la compañía Natraceutical, las acciones de Reig Jofre iniciaban su cotización en bolsa bajo el código RJF con una capitalización de 297 millones de euros.
En 2018 Reig Jofre constituía, junto con la compañía biotecnólogica LeanBio, la joint-venture Syna Therapeutics para el desarrollo de productos biofarmacéuticos en el ámbito de los biosimilares y moléculas innovadoras.
Un hito importante para la compañía se produjo en 2020, cuando se conoció que fabricaría la vacuna monodosis contra la COVID-19 desarrollada por la multinacional Janssen. A pesar de las altas expectativas iniciales, la vacuna no tuvo el desarrollo de ventas esperado y a finales de 2022 expiró el contrato. Sin embargo, esto permitió que Reig Jofre fuese elegida en 2023 por la Comisión Europea como una de las tres farmacéuticas españolas encargadas de garantizar el suministro de vacunas en caso de emergencias sanitarias en la UE, para lo cual ha reservado parte de su capacidad industrial durante un periodo inicial de cuatro años.